# Žirovnica
Žirovnica je hrvatska rijeka u Sisačko-moslavačkoj županiji, lijeva pritoka Une. Izvire u Zrinskoj gori, ispod vrha Vijenac (336 m), kod Gvozdanskog. Duga je 22,2 km.
Prolazi kroz sljedeća naselja: Gvozdansko, Rujevac, Donja Stupnica, Kosna, Trgovi, Grmušani, Zakopa, Vanići i Dvor.